# 미국의 영향을 받은 영세중립론
《미국의 영향을 받은 영세중립론》(Neutrality as influenced by the United States) 은 우남 이승만이 프린스턴 대학교에서 박사학위를 받은 논문 제목이다.  그는 1910년 6월 14일 졸업식에 박사학위를 수여받았다. 그 당시, 프린스턴 신학교의 총장은 우드로 윌슨이었다.  이승만의 논문은 웨스트 학장의 주선으로 프린스턴 대학 출판부에서 단행본으로 출간되었다.

## 논문 내용
총 6장으로 구성되어 있으며 국제법상 전시 중립제도의 발달에 관한 것이다.

## 참고한 인물
- 휴고 그로티우스
- 코르넬리우스 판 빈커르쇠크
- 크리스티안 볼프

## 관련 사건
- 1793년 중립 선언

## 참고 주석
- 전쟁과 평화의 법